# Jürgen Popp
Jürgen Popp (* 1966 in Dinkelsbühl) ist ein deutscher Chemiker.
2000 habilitierte sich Popp an der Fakultät für Chemie und Pharmazie der Julius-Maximilians-Universität Würzburg, im Fachbereich Physikalische Chemie. Seit 2002 ist Popp Inhaber des Lehrstuhl für Physikalische Chemie an der Friedrich-Schiller-Universität Jena. 2006 übernahm er darüber hinaus die wissenschaftliche Leitung des Leibniz-Institutes für Photonische Technologien. Sein wissenschaftliches Hauptinteresse gilt der Biophotonik. 

## Leben und Wirken
Popp studierte zunächst an der Friedrich-Alexander-Universität Erlangen. Nach seinem Vordiplom wechselte er 1989 an die Julius-Maximilians-Universität Würzburg, wo er 1992 mit einer Arbeit über Raman-Streuung diplomiert wurde. Anschließend erforschte Popp am Institut für Physikalische Chemie bei Wolfgang Kiefer die Lichtstreuung an sphärischen Mikropartikeln und wurde 1995 summa cum laude im Fachbereich Physikalische Chemie promoviert.
Für seine Dissertation erhielt er dem Fakultätspreis. Nach seiner Promotion an der Universität Würzburg im Jahre 1995 war er als DFG-Stipendiat für ein Jahr an der Yale University, New Haven, USA. Im Jahr 2001 habilitierte er sich in Physikalischer Chemie an der Universität Würzburg. 2002 erhielt er einen Ruf auf einen Lehrstuhl für Physikalische Chemie nach Jena, wo er seit 2006 auch wissenschaftlicher Direktor des Leibniz-Institut für Photonische Technologien e.V. Jena ist.
Popps Forschungsergebnisse wurden in mehr als 450 wissenschaftlichen Artikeln in referierten Zeitschriften veröffentlicht. Weiterhin hält er mehrere Patente im Bereich spektroskopischer Instrumentation. 
Popp koordiniert das Europäische Exzellenznetzwerk Photonics4Life, ist Sprecher des BMBF-Forschungsschwerpunkt Biophotonik, Mitglied des BMBF-Programmausschuss Optische Technologien, Aufsichtsratsmitglied der Wirtschaftsförderungsgesellschaft Jena mbH, Mitglied des wissenschaftlichen Beirats der JENOPTIK AG, Mitglied des Hochschulrats der EAH Jena und Herausgeber der Zeitschrift Journal of Biophotonics. 

## Auszeichnungen
Seit 2009 ist er Fellow of the Society for Applied Spectroscopy und seit 2012 SPIE Fellow. 2012 wurde ihm die Ehrendoktorwürde der Babeş-Bolyai University in Cluj-Napoca, Rumänien verliehen und 2013 erhielt er den Robert Kellner Lecture Award. 2018 wurde Popp sowohl mit dem Berthold Leibinger Innovationspreis als auch mit dem Kaiser-Friedrich-Forschungspreis ausgezeichnet, 2019 mit dem Thüringer Forschungspreis. Ebenfalls 2019 wurde er zum Mitglied der Deutschen Akademie der Technikwissenschaften (acatech) gewählt. 2023 erhielt er den Charles Mann Award der amerikanischen Federation of Analytical Chemistry and Spectroscopy Societies für herausragende Beiträge auf dem Gebiet der Spektroskopie. 2024 wurde er für seine herausragenden Beiträge auf dem Gebiet der optischen Gesundheitstechnologien zum Ehrenprofessor an der Wuhan Textile University in China (WTU) ernannt.